# Управление гражданских работ
Управление гражданских работ (англ. Civil Works Administration, CWA) — американское федеральное агентство, созданное в период Нового курса Франклина Рузвельта, 8 ноября 1933 года; просуществовавшая всего несколько месяцев структура была призвана создать временные и низкоквалифицированные рабочие места во время Великой депрессии; главой управления являлся Гарри Хопкинса. CWA был проектом, созданным как часть Федеральной администрация чрезвычайной помощи (FERA). В основном, CWA создало рабочие места в строительстве — главным образом ремонтируя или возводя общественные здания и мосты. Проект закончился 31 марта 1934 года: он тратил 200 миллионов долларов в месяц и давал работу четырем миллионам американцев.